# Igor Shkvyrin
Igor Shkvyrin ou Игорь Анатольевич Шквырин (né le 29 avril 1963 à Tachkent) est un footballeur ouzbek et est un entraîneur.

## Biographie
En tant qu'attaquant, Igor Shkvyrin fut international ouzbek à 29 reprises (1992–2000) pour 20 buts inscrits. Il remporta les Jeux asiatiques en 1994, dans la section football, battant la Chine en finale (4-2, dont il inscrivit le premier but du match à la 1re minute). Il participa aussi à la Coupe d'Asie des nations de football 1996, où il fut titulaire dans tous les matchs et inscrivit un but contre la Chine à la 80e minute, ce qui constitue le premier but de l'Ouzbékistan dans cette compétition. Mais il fut éliminé au premier tour.
Il joua dans des clubs soviétiques (FK Yangiyer, SKA Karpaty Lviv, Dniepr Dniepropetrovsk et Pakhtakor Tachkent), russes (FK Alania Vladikavkaz), israéliens (Hapoël Tel-Aviv, Maccabi Netanya, Bnei Yehoudah Tel-Aviv Football Club, Maccabi Petach-Tikva, Maccabi Herzliya et Maccabi Jaffa Football Club), malais (Pahang FA), ouzbeks (Pakhtakor Tachkent) et indiens (Mohun Bagan Athletic Club et Churchill Brothers Sports Club), soit quatorze clubs différents. Il remporta plusieurs titres nationaux.
Il entama une carrière d'entraîneur en 2003 avec Krylia Sovetov Samara, puis dirigea des équipes de moindre importances ainsi que l'équipe olympique d'Ouzbékistan. Il s'occupe actuellement depuis 2008 de l'AMGK.

## Clubs

### En tant que joueur
- 1980—1983 :  FK Yangiyer
- 1983—1985 :  Pakhtakor Tachkent
- 1986—1987 :  SKA Karpaty Lviv
- 1988—1989 :  Dniepr Dniepropetrovsk
- 1990—1991 :  Pakhtakor Tachkent
- 1992 :  FK Alania Vladikavkaz
- 1992—1994 :  Hapoël Tel-Aviv
- 1994—1995 :  Maccabi Netanya
- 1995 :  Pahang FA
- 1995—1996 :  Bnei Yehoudah Tel-Aviv Football Club
- 1996—1997 :  Maccabi Petach-Tikva
- 1996—1997 :  Maccabi Herzliya
- 1997—1998 :  Maccabi Jaffa Football Club
- 1998—1999 :  Pakhtakor Tachkent
- 1999—2000 :  Mohun Bagan Athletic Club
- 2000 :  Pakhtakor Tachkent
- 2000—2001 :  Churchill Brothers Sports Club
- 2001 :  Pakhtakor Tachkent

### En tant qu'entraîneur
- 2003-2004 :  Krylia Sovetov Samara
- 2005 :  Kyzylkum
- 2007 :  Ouzbékistan olympique
- 2008—20?? :  АGMK

## Palmarès

### En tant que joueur
- Championnat d'URSS de football
  - Champion en 1988
- Coupe d'URSS de football
  - Vainqueur en 1989
- Supercoupe d'URSS de football
  - Vainqueur en 1988
- Championnat de Russie de football
  - Vice-champion en 1992
- Coupe d'Israël de football
  - Finaliste en 1994
- Championnat de Malaisie de football
  - Champion en 1995
- Championnat d'Inde de football

- - Champion en 2000
- Championnat d'Ouzbékistan de football
  - Vice-champion en 2001
- Coupe d'Ouzbékistan de football
  - Vainqueur en  2001
- Jeux asiatiques
  - Vainqueur en 1994

### En tant qu'entraîneur
- Coupe de Russie de football
  - Finaliste en 2004